# 池田廉二
池田 廉二（いけだ れんじ、1890年（明治23年）12月29日 - 1964年（昭和39年）7月8日）は、日本の陸軍軍人。最終階級は陸軍中将。

## 経歴
愛知県出身。陸軍憲兵少佐・池田筆吉の二男として生まれる。名古屋陸軍地方幼年学校、陸軍中央幼年学校を経て、1911年（明治44年）5月、陸軍士官学校（23期）を卒業。同年12月、歩兵少尉に任官し歩兵第51連隊付となる。
1922年（大正11年）8月、歩兵第51連隊機関銃隊長に就任。以後、真言宗勧学院配属将校、歩兵第45連隊大隊長、歩兵第16連隊付（新潟高等学校配属）、歩兵第16連隊留守隊長を務め、1937年（昭和12年）11月、歩兵大佐に昇進。1938年（昭和13年）7月、歩兵第51連隊長に発令され日中戦争に出征。1940年（昭和15年）8月、陸軍少将に昇進し第25歩兵団長（関東軍）に就任し林口に駐屯した。以後、留守第56師団兵務部長、第86師団兵務部長を歴任し、1944年（昭和19年）7月、陸軍中将に進み留守第56師団長に就任。1945年（昭和20年）4月、予備役に編入された。
1947年（昭和22年）11月28日、公職追放仮指定を受けた。

## 親族
- 弟 池田末男（陸軍少将）[1]

## 栄典
外国勲章佩用允許
- 1944年（昭和19年）5月1日 - 満州国：勲二位景雲章[6]

## 伝記
- 吉田良三・栗田廉平編『破帽 : 池田廉二先生追悼号』池田会、1968年。
- 中島欣也『破帽と軍帽』恒文社、1987年。